# Primo Fronte Unito

La bandiera del Kuomintang

La bandiera del Partito Comunista Cinese

Il termine Primo Fronte Unito designa un'alleanza conclusa tra il 1924 e il 1927 dal Kuomintang (KMT) con il Partito Comunista Cinese (PCC), allo scopo di riunificare la Repubblica di Cina, a quel tempo divisa tra i vari signori della guerra regionali. L'alleanza terminò per una frattura violenta.
Dopo questo periodo di collaborazione con i comunisti, il Kuomintang affermò la sua preminenza e repressione, spesso violenta, contro l'opposizione politica. La guerra civile cinese, causata dalla rottura del fronte unito, terminò solo due decenni dopo.

## Contesto

### Affermazione dell'identità nazionale
Dal 1912, e in particolare dalla morte del presidente Yuan Shikai nel 1916, la Cina venne dominata dai signori della guerra. La sua economia era completamente disorganizzata dal traffico di oppio. Durante questo periodo si sviluppò un forte sentimento nazionalista, in reazione alle influenze dei giapponesi e degli occidentali.
Il Movimento per la Nuova Cultura fu un processo di rinnovamento della cultura nazionale, specialmente per quanto riguarda la letteratura. Questo nacque sotto l'impulso di alcuni intellettuali: scrittura in baihua (白话 orale cinese), scrittura di opere di narrativa (Il giornale di un pazzo di Lu Xun), traduzioni di testi occidentali.

### Movimento del 4 maggio

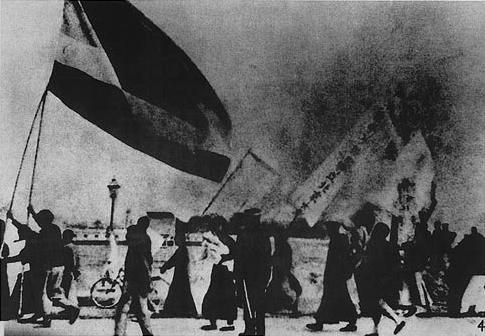
Manifestazioni del 4 maggio.

Gli studenti di Pechino appresero che i colloqui della conferenza di pace, culminati nel Trattato di Versailles, prevedevano la cessione al Giappone degli ex possedimenti tedeschi della provincia di Shandong invece di essere restituiti alla Cina. Dopo l'episodio delle ventuno richieste, questa notizia apparve come un nuovo ritiro del governo cinese e nel 1919 si svolse una grande manifestazione nelle strade di Pechino.
Nel 1921 Sun Yat-sen fondò a Canton, nel sud della Cina, un autoproclamato governo militare, di cui era presidente e generalissimo, che rivendicava l'autorità su tutta la Repubblica di fronte all'arbitrio e al disordine del nord, dove l'autorità del governo di Pechino era disputata tra diverse fazioni di signori della guerra appartenenti al Governo Beiyang. I paesi occidentali non fornirono alcun aiuto a Sun Yat-sen e quest'ultimo si rivolse all'Unione Sovietica. Nel 1923 il regime comunista si alleò con il Kuomintang per aiutarlo a diventare un importante movimento rivoluzionario. Mikhail Borodin, agente del Internazionale Comunista (Comintern), divenne un collaboratore di Sun Yat-sen.

### Fondazione del partito comunista

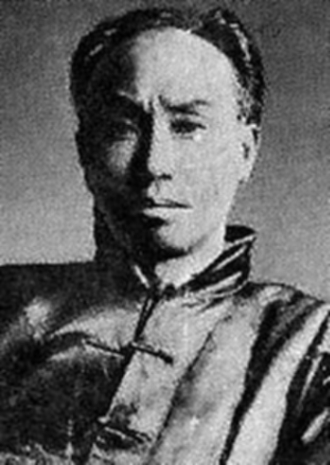
Chen Duxiu.

Il 1º luglio 1921, venne ufficialmente fondato il Partito Comunista Cinese (PCC), membro del Comintern. Tra i suoi capi c'erano Chen Duxiu, segretario generale del partito, Zhang Guotao e Li Dazhao che ebbero un ruolo chiave nella fondazione dello stesso. Mao Zedong, che partecipò anche a questo primo congresso, non era quindi una figura di spicco.
Tra il novembre 1921 e il febbraio 1922, la Conferenza navale di Washington apparve come un'opportunità per rivedere i negoziati di Versailles. Durante questa conferenza, la Cina cercò di recuperare le sue due province, ma vennero abolite solo le zone di influenza. L'Unione Sovietica, che non partecipò alla conferenza, rinunciò ai propri privilegi in Cina.

## Il primo fronte unito (1924-1927)

### Strategia del fronte unito
Nel settembre 1923, i nazionalisti del Kuomintang e i comunisti strinseno un'alleanza per combattere le varie fazioni dei signori della guerra comunemente noti come il Governo Beiyang. I comunisti cinesi, che avevano solo un piccolo numero di membri, beneficiarono del riavvicinamento dei nazionalisti ai sovietici e un delegato del Comintern partecipò alla conclusione dell'alleanza. Nel mese di gennaio del 1924, il Kuomintang accettò, nella sua costituzione, il principio della doppia appartenenza: così i membri del Partito comunista, su consiglio dei sovietici, si integrarono nel Kuomintang, pur rimanendo membri del PCC.
Nell'aprile 1924, i sovietici contribuirono a fondare l'Accademia militare di Whampoa, che costituì un'élite militare cinese e fu l'embrione di un futuro esercito che avrebbe potuto aiutare a riconquistare il paese. Chiang Kai-shek, che divenne direttore dell'accademia dopo un periodo di addestramento militare in Unione Sovietica, stava gradualmente emergendo come una figura di spicco.

### Lotte sociali
I lavoratori cinesi iniziarono ad organizzarsi. Scoppiarono scioperi nelle fabbriche e nel maggio 1925 venne fondata la Federazione dei sindacati della Cina. Allo stesso tempo, gli agricoltori si stavano organizzando, specialmente nel Guangdong. Nel giugno 1926, c'erano sindacati contadini in dodici province cinesi, per un totale di quasi un milione di persone.
Dal 1925, il Movimento del 30 maggio iniziò ad organizzare scioperi generali e manifestazioni contro l'imperialismo occidentale e i signori della guerra cinesi (denunciati come agenti dell'Occidente). Questo movimento venne innescato, nello stesso tempo, dall'emozione seguita alla morte di Sun Yat-sen (12 marzo 1925) e dalla brutale repressione di una manifestazione, il 30 maggio 1925, nella Concessione internazionale di Shanghai.

### Le divisioni del Kuomintang

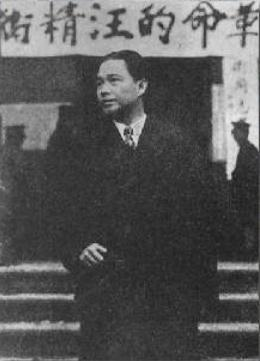
Wang Jingwei.

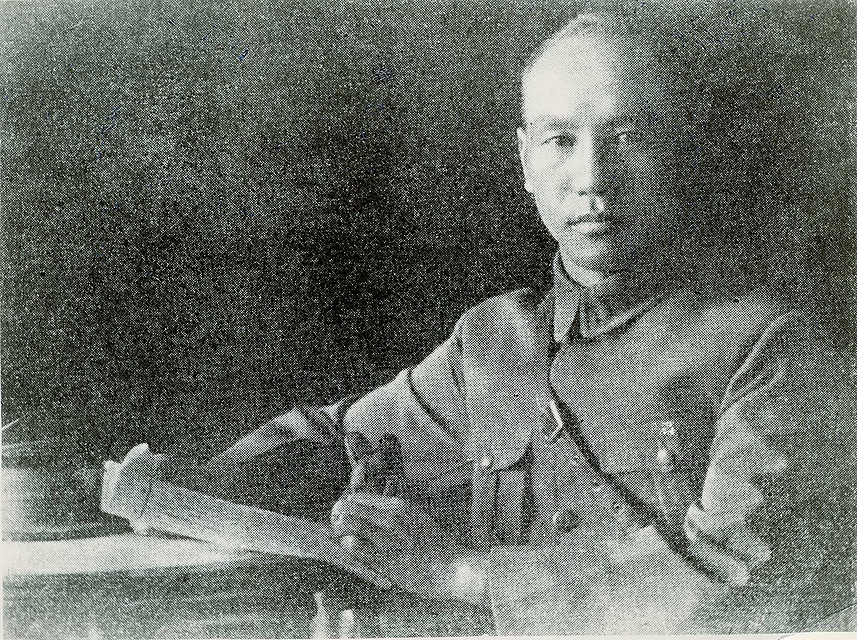
Chiang Kai-shek.

Anche se Wang Jingwei rivendicava il retaggio politico di Sun Yat-sen, il partito era chiaramente diviso in due tendenze principali: la sinistra del partito, guidata in particolare da Wang Jingwei, propendeva per il mantenimento dell'alleanza con i comunisti, mentre la destra, rappresentata in particolare da Hu Hanmin e Chiang Kai-shek, ripudiava i principi della lotta di classe.
Nel marzo 1926, denunciando un tentativo di rapimento nei suoi confronti, Chiang Kai-shek mise in atto l'epurazione di Canton, dichiarando la legge marziale, licenziando i suoi consiglieri sovietici e limitando la possibilità, per i membri del Partito Comunista, di partecipare ai vertici del Kuomintang. Capo militare del partito, Chiang Kai-shek era il capo de facto del Kuomintang.

### Spedizione contro il nord e aumento del potere dei comunisti
Il 9 luglio 1926, il Kuomintang con l'Esercito Rivoluzionario Nazionale, guidato da Chiang Kai-shek, lanciò la spedizione armata contro i signori della guerra del nord, che detenevano ancora, in particolare, la regione di Pechino. Il Comintern, che spera ancora di mantenere l'alleanza tra il KMT e il PCC, chiese ai comunisti cinesi di sostenere la spedizione.
La popolazione cinese accolse favorevolmente la spedizione, che prometteva finalmente di portare ordine nel paese: il Partito Comunista Cinese, che partecipa al movimento, stava vivendo un grande aumento di attivisti, grazie in particolare allo sviluppo delle richieste sociali degli operai e dei contadini.

### Fine del fronte e inizio della guerra civile
All'inizio di 1927, Wang Jingwei spostò il governo a Wuhan per combattere l'influenza di Chiang Kai-shek. Nel marzo del 1927, gli operai di Shanghai, mobilitati dai comunisti, presero il controllo della città contro le fazioni locali dei signori della guerra, ancor prima dell'arrivo delle truppe nazionaliste.
Chiang Kai-shek, arrivato a Shanghai, era preoccupato per la crescente influenza dei comunisti. Il 12 aprile scatenò una sanguinosa repressione su di loro con l'aiuto della malavita locale. Indifferente alle proteste dell'ala sinistra del Kuomintang, Chiang innescò l'epurazione generalizzata del Kuomintang e fondò, a Nanchino, un governo nazionale che controllava il sud del paese. La frattura tra sinistra e destra era avvenuta.
I comunisti, alleati con l'ala sinistra del Kuomintang, mantennero un fronte unito. Ma il governo di Wang Jingwei, che non aveva i mezzi per combattere quello di Chiang Kai-shek, alla fine si unì a Chiang e iniziò, già a luglio, a reprimere anche i comunisti. Le rivolte dei comunisti cinesi si stavano moltiplicando: il 1º agosto, la rivolta di Nanchang vide la ribellione di truppe fedeli ai comunisti; a settembre Mao Zedong guidò la rivolta del raccolto autunnale nello Hunan e nel Jiangxi. L'11 dicembre 1927, i comunisti scatenarono un'insurrezione a Canton, rapidamente repressa nel sangue. Iniziava così la guerra civile cinese che avrà termine solo con la costituzione del Secondo Fronte Unito contro l'aggressione dell'Impero giapponese.